# Vesa-Matti Saarakkala
Vesa-Matti Saarakkala (né le 24 mars 1984 a Kurikka) est un homme politique et député représentant du parti des Vrais Finlandais puis de la Réforme bleue.

## Biographie
Aux élections législatives finlandaises de 2011 et 2015 Vesa-Matti Saarakkala est élu député de la Circonscription d'Uusimaa.
Vesa-Matti Saarakkala fait partie des Vrais Finlandais jusqu'à la réunion du parti de l'été 2017.
Après cette réunion, il démissionne du parti et rejoint le parti Réforme bleue nouvellement formé et le groupe parlementaire Nouvelle Alternative.